# Katastrofy a neštěstí 1977
Tento článek obsahuje seznam katastrof a neštěstí, které proběhly roku 1977.

## Leden
- 5. ledna – Na letišti v australském Alice Springs narazil bývalý zaměstnanec letecké společnosti v sebevražedném úmyslu uneseným letadlem do budovy na letišti. Spolu s ním zahynuly čtyři osoby a další čtyři byly vážně zraněny.

## Březen
- 27. března – Srážka letadel Boeing 747 společností KLM a Pan Am na ranveji na ostrově Tenerife si vyžádala 583 mrtvých. Podrobněji v článku Letecké neštěstí na Tenerife 1977.

## Květen
- 27. května – Při havárii letadla Iljušin Il-62 společnosti Aeroflot na letišti v Havaně zahynulo 69  na palubě letadla a jedna osoba na zemi.